# Грінвіч-авеню
Грінвіч-авеню раніше Грінвіч-Лейн (англ. Greenwich Avenue) — це південно-східно-північно-західний проспект, розташований у нейборгуді Грінвіч-Віллидж на Манхеттені, Нью-Йорк. Простягається від перехрестя 6-ї авеню та 8-ї вулиці на південно-східному кінці до північно-західного кінця на 8-й авеню між 14-ю та 13-ю вулицями. Іноді її плутають з Грінвіч-стріт. Будівництво Вест-Віллидж-Парк, обмеженого Грінвіч-авеню, 7-ю авеню та 12-ю вулицею, почалося в 2016 році.